# Autoportrait (Marquet)
Pour les articles homonymes, voir Autoportrait (homonymie).
Autoportrait est une huile sur toile réalisée par Albert Marquet en 1904.
Ce tableau est conservé au Musée des Beaux-Arts de Bordeaux.